# Ussherova chronologie
Ussherova chronologie je chronologie historie světa ze 17. století, formulovaná anglikánským arcibiskupem z Armaghu (nyní leží v Severním Irsku), Jamesem Ussherem, který příslušným způsobem interpretoval text bible. Chronologie je někdy, a často uštěpačně, spojována s mladozemským kreacionismem, který tvrdí, že vesmír byl stvořen pouze před pár milénii.
Ussherova práce, spíše známá jako Annales veteris testamenti, a prima mundi origine deducti (Anály Starého zákona, vyvozené od prvopočátku světa), byla jeho příspěvkem k dlouholeté teologické debatě, týkající se stáří Země. To bylo již přes století hlavní starostí mnoha učenců.
Chronologie je někdy také nazývána Ussher-Lightfootovou chronologií, tudíž včetně jména Johna Lightfoota, který vydal podobnou chronologii v letech 1642 – 1644. Toto tedy ve skutečnosti chybné označení je založeno na Ussherově práci a ne na práci Lightfootově. Ussher odvodil, že první den stvoření začal za soumraku předcházejícího neděli 23. října roku 4004 př. n. l. podle proleptického Juliánského kalendáře, blízko podzimní rovnodennosti, zatímco Lihtfoot podobně vypočítal Stvoření také na soumrak poblíž bodu podzimní rovnodennosti, ale roku 3929 př. n. l.
Ussherem navrhované datum 4004 př. n. l. se drobně liší od odhadů Ctihodného Bedy (3952 př. n. l.) nebo Ussherova současníka, Scaligeriho (3949 př. n. l.). Ussherův specifický výběr počátečního roku mohl být ovlivněn široce rozšířenou vírou, že Země by měla trvat 6000 let (4000 let před narozením Krista a 2000 let poté), což odpovídá šesti dnům Stvoření na základě Bible - „jeden den s Pánem je jako tisíc let a tisíc let jako jeden den“ (2 Petr 3:8); tento pohled byl zcela opuštěn v roce 1997, šest tisíc let po roce 4004 př. n. l. Přesto někteří bibličtí učenci stejně jako určité množství evangelíků se vyslovuje pro písemný výklad bible o stáří Země 6000 let.

## Ussherovy metody
Chronologie Usshera a ostatních učenců, studujících Bibli, se lišily tak málo, protože používali podobnou metodologii výpočtu klíčových událostí v Bibli. Jejich úloha byla komplikována skutečností, že Bible byla během několika staletí kompilována z několika různých zdrojů, které se lišily verzemi a délkou chronologických mezer, znemožňujících výpočet pomocí jednoduchého součtu biblických věků a dat. Ve svém článku o Ussherově kalendáři James Barr (viz Reference) identifikoval tři odlišné periody, které musel Ussher řešit:
- Rané časy (od Stvoření po Šalamouna). Zdánlivě snadnější období, protože Bible uvádí nepřerušovanou linii mužských potomků od Adama až po Šalamouna včetně jejich věku. Přesto však ne všechny verze Bible udávají stejná stáří biblických postav – Septuaginta např. udává trvání jejich životů mnohem delší, čímž přidává k datu Stvoření navíc 1500 let. Ussher vyřešil tento problém tím, že se spolehl na Hebrejskou bibli.
- Raný královský věk (od Šalamouna po zničení chrámu v Jeruzalémě a babylonské zajetí). Tady se rodová linie hroutí a pouze délka vlády jednotlivých králů s komplikujícími přesahy a dvojznačnostmi poskytuje určitý obraz. Ussher musel porovnat biblické záznamy se známými daty jiných lidí a panovníky srovnat do časové přímky.
- Pozdní královský věk (od Ezdráše a Nehemjáše po Ježíšovo narození). V Bibli nelze nalézt žádné použitelné informace. Ussher a jeho kolegové se proto museli pokoušet spojit známé události z této části s datovatelnými událostmi v dalších kulturách, jako např. chaldejské, perské nebo římské. Například smrt chaldejského krále Nebukadnesara II. (který si roku 586 př. n. l. podrobil Jeruzalém) může korelovat s 37. rokem exilu Jójakína (v Druhé královské 25:27).

Použitím těchto metod, byl Ussher schopen stanovit neupravené datum Stvoření zhruba na rok 4000 př. n. l. Toto datum pak posunul na rok 4004 př. n. l., protože započítal chybu způsobenou Dionysiem Exiguusem, zakladatelem počítání na léta Páně (náš letopočet). Flavius Iosephus ukázal, že smrt Herodese I. Velikého nastala v roce 4 př. n. l. a proto se Ježíš nemohl narodit po tomto datu. Ježíš se musel narodit mezi lety 37 př. n. l. (kdy se Herodes dostal k moci) a rokem 4 př. n. l. Nakonec Ussher došel výpočtem k závěru, že rokem Kristova narození musel být rok 4 př. n. l.
Velkým předmětem teologických diskusí bylo za Ussherových dob také roční období, ve kterém ke Stvoření došlo. Mnoho učenců navrhovalo, že se tak stalo na jaře, kdy začíná chronologie u Babyloňanů, Chaldejců a mnoha dalších kultur. Jiní, včetně Usshera, se domnívali že by spíše příhodnější byl podzim, převážně proto, že na toto roční období připadá začátek židovského roku.
Ussher dále zúžil toto datum použitím židovského kalendáře ke stanovení data Stvoření na neděli poblíž podzimní rovnodennosti. Daný den v týdnu byl zjištěn zpětnou kalkulací ze šesti dnů božího tvoření a sedmého dne, kdy Bůh své dílo dokončil a který podle židovské tradice připadá na sobotu – z tohoto důvodu den Stvoření připadá na neděli. Astronomické tabulky, které Ussher používal, byly pravděpodobně Keplerovy Tabulae Rudolphinae (Rudolfínské tabulky 1627). Jejich použitím dospěl k závěru, že den rovnodennosti připadl na úterý 25. října, pouze o jeden dříve než tradiční den při stvoření světa, kterým je čtvrtý den v pořadí, středa, kdy podle Bible Bůh stvořil Slunce, Měsíc a hvězdy (Genesis 1:16). Moderní rovnice určují podzimní rovnodennost roku 4004 př. n. l. na neděli 23. října.
Ussher formuloval čas Stvoření (soumrak předcházející 23. říjnu) na první stránce latinských Annales a na první stránce jejich anglického překladu Annals of the World (1658). Následující citace je založena na obou knihách i se závažnou chybou v anglické verzi z roku 1658 a opravenou odkazem na latinskou verzi publikace (kalendář → období).

Na počátku Bůh stvořil nebe a zemi, Gen. 1, v. 1. V tom případě počátek času, podle naší chronologie, vychází na příchod noci předcházející 23. říjnový den roku 710 Juliánského období. Rok 4004 před narozením Krista. Juliánské období 710.

## Ussherova historie Země
Ussherova chronologie poskytuje následující data pro klíčové události v historii světa:
- 4004 př. n. l. – Stvoření
- 2348 př. n. l. – Velká potopa
- 1921 př. n. l. – Boží povolání Abraháma
- 1491 př. n. l. – Útěk z Egypta
- 1012 př. n. l. – Založení chrámu v Jeruzalémě
- 586 př. n. l. – Zničení Jeruzalémského chrámu Babylónem a počátek babylonského zajetí.
- 4 př. n. l. – narození Ježíše

## Ussherova chronologie dnes
Může to být náhodou, že Ussherova chronologie zůstává i dnes tak dobře známá, zatímco mezi jinými chronologie Scaligeriho a Bedeho se propadly do zapomnění. Počínajíc přibližně rokem 1700 komentované vydání překladu bible vlivného krále Jamese zahrnovalo i Ussherovu chronologii s anotacemi a křížovými odkazy. První stránka Genesis byla opatřena poznámkou s Ussherovým datem Stvoření, 4004 př. n. l., i když se odhaduje, že Ussherovy Annales se obrací na bibli z jedné šestiny svého objemu. To je zahrnuto v hojně vydávané Scofieldské referenční bibli. Většina moderních biblí obvykle Ussherovu dataci vynechává, ale je ještě stále v oběhu plno kopií bible krále Jamese.
S koncem 18. století, se Ussherova chronologie stále více stávala terčem sílících útoků ze strany příznivců uniformitarianismu, kteří argumentovali, že Ussherova „mladá Země“ je stále méně přijatelná vzhledem k přijímanému pohledu na Zemi jako mnohem starší než je ta Ussherova. Začalo být všeobecně uznáváno, že Země je desítky nebo dokonce stovky milionů let stará. Ussher získal také špatnou pověst mezi bohoslovci; roku 1890 napsal profesor William Henry Green z Princetonu hodně čtený článek do časopisu Bibliotheca Sacra, ve kterém podrobil Usshera silné kritice. Článek ukončil:

Skončíme tím, že Svaté Písmo nám nedává žádná data k chronologickému výpočtu minulosti až po Abrahama; a že útržkovité záznamy nestanovují a nebyly zamýšleny pro stanovení jakéhokoliv pevného data, ať už potopy ne stvoření světa.

Podobně konzervativní teolog B. B. Warfield dospěl ke stejnému závěru v „Ke starobylosti a jednotě lidstva“,",, kde komentuje že, „je velice nejisté snažit se vyvodit chronologické závěry z genealogických tabulek.“
Nicméně, profesor James Barr (později profesor výkladu svatého písma na Oxfordské univerzitě) v roce 1984 napsal:
… patrně, pokud vím, neexistuje žádný profesor Hebrejského nebo Starého zákona na jakékoliv světově významné univerzitě, který by nevěřil, že pisatel(é) Genesis 1-11 nezamýšleli přivést jejich čtenáře na myšlenku že … čísla obsažená v genealogii Genesis poskytují jednoduchým součtem chronologii od počátku světa až do pozdějších období biblického příběhu …
Mnoho stoupenců mladozemského kreacionismu argumentuje, že Genensis 5 a 11 prezentuje striktně časovou genealogii tak, jak ji uvažoval Ussher, a argumentují že v textu nejsou žádná místa pro mezery.
Chronologie arcibiskupa Usshera byla v posledních letech hojně zesměšňována, zahrnujíc divadelní hru Kdo seje vítr (anglicky Inherit the Wind) (o zápasu mezi vědou a náboženstvím, volně inspirovaná soudním procesem s učitelem Johnem T. Scopsem – tzv. Scopsovým opičím procesem) a román Dobrá znamení (anglicky Good Omens). Odlišný pohled přichází od Stephena Jaye Goulda, dosud úplně neschvalujícím Ussherovu chronologii, který nicméně napsal.:

Budu bránit Ussherovu chronologii jako v jeho době úctyhodný pokus a argumentuji tím, že náš obvyklý výsměch zaznamenává pouze žalostně neušlechtilý úmysl, založený na mylném používání současných kritérií pro posuzování vzdálené a rozdílné minulosti.

Ussher představoval jednoho z nejlepších tehdejších vědců. Byl součástí značně velké výzkumné tradice, velkého společenství intelektuálů, kteří směřovali své úsilí k dosažení stanoveného cíle pomocí přijaté metodologie…

## Lightfootovo stvoření
Přesný čas, uváděný často jako Lightfootův okamžik stvoření, 9 hodin dopoledne, a chybný názor, že umístil své Stvoření na stejné datum jako Ussher jsou známy vzhledem k částečně vykonstruovanému 'citátu' Andrewa Dicksona Whita v A History of the Warfare of Science with Theology in Christendom (1896):

V sedmnáctém století, ve své velké práci, Dr. John Lightfoot, vicekancléř univerzity v Cambridge a jeden z nejvýznamnějších hebrejských učenců své doby, prohlásil, jako výsledek hlubokého a vyčerpávajícího studia Písma svatého, že „nebe a země, střed i obvod byly vytvořeny všechny najednou ve stejném okamžiku spolu s oblaky plnými vody“ a že tato práce byla vykonána a člověk byl stvořen Trojicí 23. října, roku 4004 př. n. l. v devět hodin dopoledne.“

Fráze „tato práce byla vykonána“ a „23. října, roku 4004 př. n. l.“ byly přidány Whitem. Lightfootova skutečná slova jsou na první a třetí stránce A few and new Observations upon the Book of Genesis (1642). Všechny následují citace pochází z The Whole Works of the Rev. John Lightfoot, D. D. (13 svazků, 1822 – 1825).

Nebe a země, střed a obvod, byly vytvořeny společně ve stejném okamžiku; a mraky plné vody … byly vytvořen ve stejném okamžiku s nimi, ver. 2 [Genesis, kapitola 1]. … Dvanáct hodin bylo děláno nebe, pak přišla temnota; a poté Bůh přikázal a objevilo se světlo nahoře na obzoru, a to tam kde měl být usazen Eden.

Ver. 26 [Genesis, kapitola 1].—Muž byl stvořen Trojicí o třetí denní hodině nebo v devět hodin ráno.

Tak Lightfootovým momentem stvoření byl soumrak, počátek prvních dvanácti hodin tmy prvního dne Stvoření. Jeho „devět hodin ráno“ naráží na stvoření člověka.
Lightfootův den Stvoření, odehrávající se během roku 3929 př. n. l., mohl být vyvozen z poslední strany „Prologemona“ z The Harmony of the Four Evangelists, among themselves, and with the Old Testament (1644). Citovaný rok musí být odečten od 5573, ne od 5572, pro získání roku 3929, během kterého začal 1 rok světa v den rovnodennosti (podzimní).

A nyní se pokoušel dozvědět datum roku, ve kterém dočasně žijeme a tento rok, 1644 , shledává být 5572 od dokončení stvoření a 5573 světového věku, nyní nově začínajícího, toto září, o rovnodennosti.

Jediné datum pro rovnodennost uvedené Lightfootem bylo v „soukromém“ nedatovaném kázání nazváno „Posvěcený den Páně“.

Že svět byl stvořen o rovnodennosti, to všichni připouštějí, ale liší se v tom, zda se jedná o jedenáctý březen nebo dvanácté září. Podle mne je to beze vší pochyby září.

12. září v Juliánském kalendáři je aplikovatelné pouze poblíž roku 1644, ne roku 3929 př. n. l. Lightfoot patrně nevzal v úvahu, že nadměrná délka Juliánského roku by podstatně posunula datum rovnodennosti v dřívějších miléniích. Když se Lightfoot pokusil vypočítat podzimní rovnodennosti roku 3929 př. n. l., používal, stejně jako Ussher, Rudolfínské tabulky, které umístily rovnodennost na středu 25. října, oproti 22. říjnu použitím moderních výpočtů.